# Xã Hartland, Quận McHenry, Illinois
Xã Hartland (tiếng Anh: Hartland Township) là một xã thuộc quận McHenry, tiểu bang Illinois, Hoa Kỳ. Năm 2010, dân số của xã này là 2.031 người.